# Carme Sugrañes Blay
Carme Sugrañes Blay (Barcelona, 15 d'abril de 1915  — Sant Pere de Ribes, Garraf, 9 de març de 1998) va ser una atleta catalana dels anys 30, que practicà disciplines com l'atletisme, el bàsquet, el rem o el tennis.   
Membre del Club Femení i d’Esports, va ser campiona de Catalunya (els anys 1932 i 1933) i d’Espanya (el 1933) de salt de llargada, i d’Espanya de 80 m tanques l'any 1933. Aquest mateix any establí, juntament amb les seves companyes d'equip, un rècord català i estatal en 4×100 m. tanques. També formà part de l’equip de bàsquet del seu club entre els anys 1929 i 1934. Després de la Guerra Civil espanyola, la pràctica de l'atletisme va quedar prohibida per a les dones –una prohibició que es mantindria fins al 1962– i Sugrañes no va poder prosseguir la seva carrera.
L'Ajuntament de Vilanova i la Geltrú, en el Ple del mes de maig de 2018, va aprovar donar el nom de Carme Sugrañes Blay a les Pistes Municipals d'Atletisme de la localitat.      